# The Thrill Is Gone (chanson de 1931)
Pour les articles homonymes, voir The Thrill Is Gone (homonymie).
Ne doit pas être confondue avec le standard du blues du même nom qui fut popularisé par B. B. King.
The Thrill is Gone est une chanson écrite par Lew Brown et Ray Henderson en 1931 et devenue un standard du Jazz.

## Versions
La chanson a été créée par Rudy Vallee and His Connecticut Yankees en 1931.
Plus tard elle a été enregistrée par :
- 1954 : Chet Baker
- 1958 : Helen Merrill
- 1959 : Sarah Vaughan
- 1960 : Julie London
- 1964 : Ella Fitzgerald
- 1990 : Patricia Barber

et plus récemment par :
- 2016 : Camélia Jordana et Erik Truffaz

Parmi les versions instrumentales citons Chet Baker en 1953, et l'orchestre de Stan Kenton, Stan Getz…